# モホロビチッチ不連続面

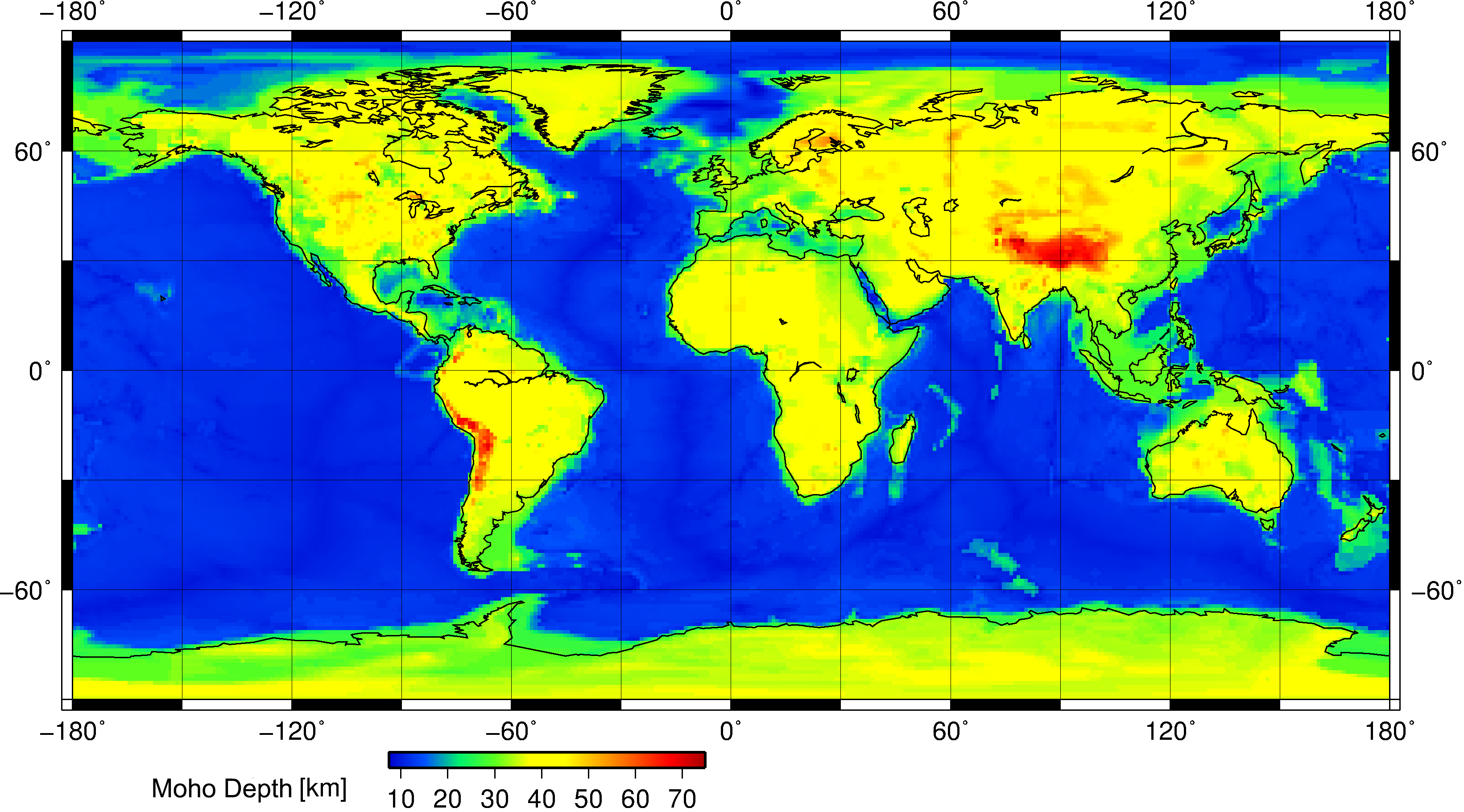
世界各地のモホロビチッチ不連続面の深さ

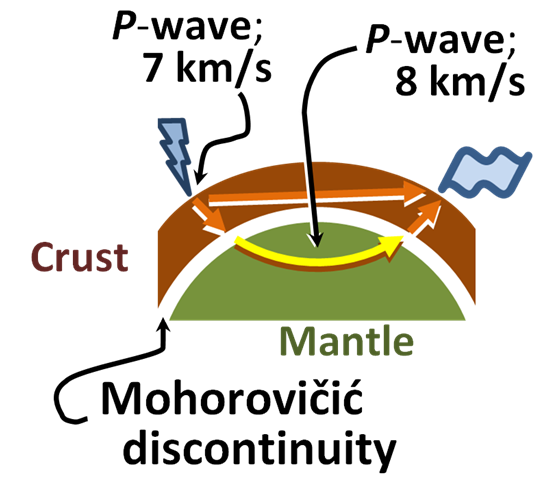
モホロビチッチ不連続面 (Mohorovičić discontinuity) でのP波の屈折

モホロビチッチ不連続面（モホロビチッチふれんぞくめん、英: Mohorovičić discontinuity）とは、地震波速度の境界であり、地球の地殻とマントルとの境界のことである。日本ではしばしばモホ不連続面（英: Moho discontinuity）あるいはモホ面と略されることがある。

## 概要
1909年、クロアチアの地震学者であるアンドリア・モホロビチッチは、地震観測の途上で、地球内部のある深さを境としてP波（地震の初期微動）の速さが変化することを発見した。モホロビチッチの名を取って、この境界面はモホロビチッチ不連続面と命名された。
モホロビチッチ不連続面の上側（地殻）に比べ、下側（マントル）では岩石の密度が不連続に大きくなり、地震波の速さが不連続に速くなる。P波の速度は地殻で6キロメートル毎秒 (km/s)から7 km/s、マントルで8 km/sである。また、S波の速度も地殻で約3.5 km/s、マントルで約4.5 km/sとなる。この地震波速度の変化は、マントルの剛性率が地殻よりも高く、物理的に強固で変形しにくい（日常的な言葉で言えば、マントルは地殻より硬い）ことを示す。この見解は21世紀の現在でも広く受け入れられており、「地殻は硬くマントルは柔らかい」とする19世紀の常識と相反する。
モホロビチッチ不連続面の深さは大陸部で深く、大洋底で浅い。海洋では約5 kmから7 kmなのに対し、大陸の平均的な地域では地下約30 kmから40 kmであり、ヒマラヤや南米では地下70 kmから80 kmにも達することがある。